# Pyrola
Pyrola L., 1753 è una genere di piante erbacee della famiglia delle Ericacee.

## Biologia
Sono organismi mixotrofi, in grado cioè di ricavare sostanze organiche sia attraverso la fotosintesi, che attraverso una relazione di simbiosi micorrizica con alcune specie di funghi.

## Distribuzione e habitat
Le specie di questo genere crescono in prevalenza nel sottobosco delle foreste di conifere ma anche nelle foreste decidue temperate dell'emisfero settentrionale.

## Tassonomia
Il Sistema Cronquist (1981) assegnava il genere Pyrola alla famiglia Pyrolaceae.
La moderna classificazione APG include le Pyrolaceae all'interno della famiglia Ericaceae, sottofamiglia Monotropoideae, tribù Pyroleae.
Il genere comprende le seguenti specie:
- Pyrola alboreticulata Hayata
- Pyrola alpina Andres
- Pyrola americana G.Don
- Pyrola angustifolia (Alef.) Hemsl.
- Pyrola aphylla Sm.
- Pyrola asarifolia Michx.
- Pyrola atropurpurea Franch.
- Pyrola calliantha Andres
- Pyrola carpatica Holub & Křísa
- Pyrola chlorantha Sw.
- Pyrola chouana Chang Y.Yang
- Pyrola corbierei H.Lév.
- Pyrola crypta Jolles
- Pyrola dahurica (Andres) Kom.
- Pyrola decorata Andres
- Pyrola dentata Sm.
- Pyrola elegantula Andres
- Pyrola elliptica Nutt.
- Pyrola faurieana Handres
- Pyrola forrestiana Andres
- Pyrola × graebneriana Seemen
- Pyrola grandiflora Radius
- Pyrola japonica Alef.
- Pyrola karakoramica Křísa
- Pyrola macrocalyx Ohwi
- Pyrola markonica Y.L.Chou & R.C.Zhou
- Pyrola mattfeldiana Andres
- Pyrola media Sw.
- Pyrola minor L.
- Pyrola morrisonensis (Hayata) Hayata
- Pyrola nephrophylla (Andres) Andres
- Pyrola norvegica Knaben
- Pyrola picta Sm.
- Pyrola renifolia Maxim.
- Pyrola rotundifolia L.
- Pyrola rugosa Andres
- Pyrola shanxiensis Y.L.Chou & R.C.Zhou
- Pyrola sororia Andres
- Pyrola subaphylla Maxim.
- Pyrola sumatrana Andres
- Pyrola szechuanica Andres
- Pyrola tschanbaischanica Y.L.Chou & Y.L.Chang
- Pyrola xinjiangensis Y.L.Chou & R.C.Zhou